# سييم دي جونغ
سييم دي جونغ (بالهولندية: Siem de Jong) وهو لاعب كرة قدم هولندي في مركز الوسط والهجوم ولد في يوم 28 يناير 1989 في بلدة إيغل في سويسرا، يلعب حالياً مع دي غرافشاب وسبق له اللعب مع نادي أياكس أمستردام وسبق له اللعب أيضاً مع نيوكاسل يونايتد وقد لعب مع منتخب هولندا لكرة القدم.

## روابط خارجية
- سييم دي جونغ على موقع الاتحاد الدولي (مؤرشف)  (الإنجليزية)
- سييم دي جونغ على موقع الاتحاد الأوربي (الإنجليزية)
- سييم دي جونغ على موقع الدوري الأمريكي (الإنجليزية)
- سييم دي جونغ على موقع قاعدة بيانات كرة القدم.إي يو (الإنجليزية)
- سييم دي جونغ على موقع بيانات كرة القدم. دي إي (الألمانية)
- سييم دي جونغ على موقع ناشيونال فوتبول تيمز (الإنجليزية)
- سييم دي جونغ على موقع Soccerbase.com (لاعب) (الإنجليزية)
- سييم دي جونغ على موقع Soccerway.com (الإنجليزية)
- سييم دي جونغ على موقع عالم كرة القدم.نت (الإنجليزية)
- سييم دي جونغ على موقع AS.com (الإسبانية)